# 1944 en sport automobile
Chronologie du Sport automobile
1943 en sport automobile - 1944 en sport automobile - 1945 en sport automobile

## Naissances
- 28 janvier : Harald Grohs, pilote automobile allemand.
- 14 février : Ronnie Peterson, pilote automobile suédois ayant obtenu 10 victoires en 123 GP de Formule 1 entre 1970 et 1978. († 11 septembre 1978).
- 22 février : Jorge de Bagration, pilote  espagnol. († 16 janvier 2008).
- 25 février : François Cevert, pilote automobile français de Formule 1. († 6 octobre 1973).
- 4 mars : Greg Weld, pilote automobile américain.  († 4 août 2008).
- 7 avril : Mariane Hoepfner, pilote de course française, tant en rallyes qu'en compétitions d'endurance sur circuits.
- 26 avril : José Dolhem, pilote automobile français. († 16 avril 1988).
- 24 mai : Clemens Schickentanz, pilote automobile allemand.
- 11 juin : Marcel Mignot, pilote automobile français d'endurance.

- 17 juin : Lucien Guitteny, pilote automobile français.
- 9 août : Patrick Depailler, pilote automobile français. († 1er août 1980).
- 1er septembre : Jean-Claude Béring, pilote automobile suisse.
- 9 septembre : Junior Hanley, pilote de stock-car et constructeur de voitures de course canadien.
- 23 septembre : Jacques Aïta, pilote automobile français d'autocross puis de rallycross, († 30 juillet 1990).
- 6 octobre : Carlos Pace, pilote automobile brésilien. († 18 mars 1977).
- 13 octobre : Curt Göransson, pilote de course suédois.
- 8 novembre : Chuck Nicholson, pilote automobile anglais.
- 22 novembre : Herbert Grünsteidl, pilote automobile autrichien.
- 4 décembre : François Migault, pilote automobile français. († 29 janvier 2012).